# Cybaeopsis armipotens
Cybaeopsis armipotens là một loài nhện trong họ Amaurobiidae.
Loài này thuộc chi Cybaeopsis. Cybaeopsis armipotens được miêu tả năm 1926 bởi Bishop & Crosby.